# (38471) 1999 TH39
1999 TH39 (asteroide 38471) é um asteroide da cintura principal. Possui uma excentricidade de 0.02604400 e uma inclinação de 10.44154º.
Este asteroide foi descoberto no dia 3 de outubro de 1999 por CSS em Catalina.